# رنا كزكز (مخرجة)
رنا كزكز (من مواليد 4 مايو 1971) هي مخرجة أفلام سورية أمريكية وأستاذة مساعدة في جامعة نورث وسترن في قطر. اختير فيلمها القصير ماريه نوستروم Mare Nostrum في أكثر من 100 مهرجان سينمائي، بما في ذلك مهرجان صاندانس السينمائي وفاز بأكثر من 30 جائزة دولية. كما اختير فيلمها الطويل الأول المترجم لمهرجان تورنتو السينمائي الدولي في عام 2020 وتم عرضه عالميًا في مهرجان تالين بلاك نايتس السينمائي في عام 2020.

## النشأة والتعليم
وُلدت رنا كزكز في غرونوبل بفرنسا لأم بولندية أمريكية وأب سوري. وحصلت على درجة البكالوريوس من كلية أوبرلين، ثم شهادة ماجستير الفنون الجميلة من جامعة كارنيجي ميلون. كما درست أيضًا في مدرسة موسكو للفنون المسرحية في روسيا، ومركز مسرح يوجين أونيل في وترفورد بكونيتيكت، وكانت واحدة من ثماني نساء تم اختيارهن للمشاركة في ورشة عمل للإخراج النسائي في المعهد الأمريكي للأفلام في عام 2006. كما اختيرت في الآونة الأخيرة للمشاركة في مؤسسة رايان مورفي في عام 2017.

## الحياة الشخصية
تتحدث رنا الإنجليزية والفرنسية والعربية والروسية. وتعيش رنا حاليًا في الدوحة بقطر مع زوجها أنس خلف وطفليهما بعد أن غادرت دمشق نتيجة الصراع الدائر في سوريا. وبالإضافة إلى كونها مخرجة أفلام، تعمل رنا أيضًا كأستاذة مساعدة في جامعة نورث وسترن بقطر، حيث تُدرّس صناعة الأفلام الروائية.

## الأفلام
- كيمو سابي (فيلم قصير، 2007)
- Exquisite Corpse (وتعني جثة رائعة) (فيلم قصير، 2008)
- يوم صامت (قصير ، مخرجة مشاركة، 2011)
- المترجم (فيلم قصير، 2015)
- ماريه نوستروم (فيلم قصير، 2016)
- المترجم (فيلم روائي طويل 2020)

## روابط خارجية
- رنا كزكز في قاعدة بيانات الأفلام على الإنترنت